# HD 164922
HD 164922 — кратная звезда в созвездии Геркулеса на расстоянии приблизительно 72 световых лет (около 22 парсек) от Солнца. Возраст звезды определён как около 13,4 млрд лет.
Вокруг звезды обращается, как минимум, четыре планеты.

## Характеристики
Первый компонент (WDS J18025+2619A) — жёлтый карлик спектрального класса G9V, или K0. Видимая звёздная величина звезды — +8,21m. Масса — около 1,025 солнечной, радиус — около 1,026 солнечного, светимость — около 0,725 солнечной. Эффективная температура — около 5342 K.
Второй компонент (WDS J18025+2619B). Видимая звёздная величина звезды — +14,4m. Удалён на 98,5 угловой секунды.
Третий компонент (WDS J18025+2619C). Видимая звёздная величина звезды — +12,5m. Удалён на 92,9 угловой секунды.
Четвёртый компонент (WDS J18025+2619D). Видимая звёздная величина звезды — +10,8m. Удалён на 110,6 угловой секунды.
Пятый компонент (WDS J18025+2619E). Видимая звёздная величина звезды — +15m. Удалён на 57,7 угловой секунды.
Шестой компонент (WDS J18025+2619F). Видимая звёздная величина звезды — +12,5m. Удалён на 112,4 угловой секунды.

## Планетная система
В 2006 году группой астрономов было объявлено об открытии планеты HD 164922 b. Это газовый гигант, по массе сравнимый с Сатурном. Планета движется почти по круговой орбите на расстоянии 2,11 а.е. от родительской звезды, совершая полный оборот за 1155 суток.
В 2016 году группой астрономов было объявлено об открытии планеты HD 164922 c.
В 2019 году учёными, анализирующими данные проектов HIPPARCOS и Gaia, у звезды обнаружена планета HD 164595 f.
В 2020 году группой астрономов было объявлено об открытии планеты HD 164922 d.
В 2021 году группой астрономов было объявлено об открытии планеты HD 164922 e.